# Mario Leoni
Mario Leoni, pseudonimo di Giacomo Albertini (Torino, 2 maggio 1847 – Torino, 2 maggio 1931), è stato un commediografo, giornalista e politico italiano, fondatore del teatro piemontese.

## Biografia
Durante la sua vita, Mario Leoni svolse numerose attività, quali il commesso e poi il proprietario di un negozio di stoffe.
Si dedicò anche alla vita politica e fu eletto come deputato al Parlamento e, per oltre un ventennio, assessore e consigliere comunale nella sua città.
Inoltre Leoni collaborò con molti giornali e riviste, e contemporaneamente si appassionò al teatro, dapprima come autore in italiano e successivamente in dialetto.
Amante del teatro, iniziò la sua carriera di autore scrivendo Il divorzio di una vedova in italiano e poi in dialetto, in opere di protesta sociale, caratterizzate dall'approfondimento della realtà contemporanea, dal linguaggio ricco di parole realistiche, anche gergali, di battute ironiche e beffarde, che nonostante qualche ingenuità si misero in evidenza per le novità dei contenuti, che portarono Leoni ad essere paragonato a Vittorio Bersezio, scrittore noto per i ‘romanzi sociali’ ispirati al naturalismo di Émile Zola, e per la sua sensibilità per i problemi sociali e i contrasti di classe.
Il professore Gianrenzo Clivio disse di Leoni: 
(Gianrenzo Clivio)
Il 12 luglio 1871 esordì con successo al teatro Balbo con i I bancarôtié (Ij bancarottieri), incentrata sull'egoismo e sulle negatività del mondo degli affaristi senza scrupoli.
L'anno seguente scrisse in endecasillabi il dramma storico Luisa d’Ast (1872).
Nel 1875 realizzò Ij mal marià, basato sulle crisi famigliari causate dalla mancanza di buoni sentimenti.
Dopo di che si dedicò ad un altro tema drammatico, come quello dell’alcolismo con 'L bibi (Il bicchierino di acquavite, 1877).
Nel 1878 espanderà la sua analisi sui problemi sociali occupandosi di alcolismo, teppismo e violenza, nel dramma Ij baraba.
Il suo capolavoro risultò Ij mal nutrì (Gli affamati), dramma sociale del 1886 focalizzato sullo sfruttamento dei 
contadini.
Tra le sue ultime opere significative, si può menzionare la Bela Gigôgin (1911), dedicata alla storia risorgimentale.

## Opere principali
- Ij bancarôtié (1871);
- Luisa d’Ast (1872, atto unico, in endecasillabi);
- Ij mal marià (1875);
- 'l bibi (1877, in quattro atti);
- La fija dël bòrgno (dramma in tre atti);
- L' Saut dla bela Auda (prosa a carattere storico);
- Ij baraba (1878);
- Ij mal nutrì (1886);
- An nòm dla lege (1888, dramma in quattro atti);
- Bela Gigôgin (1911);
- Le prime viòle (atto unico);
- Chi ch'a l'é la morosa d'Gemelli (scherzo in versi).